# Xã Langola, Quận Benton, Minnesota
Xã Langola (tiếng Anh: Langola Township) là một xã thuộc quận Benton, tiểu bang Minnesota, Hoa Kỳ. Năm 2010, dân số của xã này là 906 người.